# English Cocker Spaniel
Der Englische Cockerspaniel (English Cocker Spaniel) ist eine von der FCI anerkannte britische Hunderasse (FCI-Gruppe 8, Sektion 2, Standard Nr. 5).

## Beschreibung
Cockerspaniels sind Jagdhunde mit flach am Körper anliegendem, seidig schimmerndem Fell. Es ist weich und dicht, wobei es am Kopf kurz, dafür aber an den Ohren, der Brust, dem Bauch, den Beinen und am Schwanz lang ist. Cockerspaniels gibt es mit den Fellfarben rot, braun, schwarz, Blauschimmel, Orangeschimmel und Braunschimmel, schwarz-weiß, orange-weiß, braun-weiß, tri-color, alle auch mit loh, zobel (sable). Der Körper ist kompakt und etwas größer (Rüden bis 41 cm, Hündinnen bis 39 cm) als beim American Cocker Spaniel. Der Rücken ist gerade und fällt zu den Lenden hin leicht ab. Der Englische Cockerspaniel besitzt einen tiefen, gut ausgebildeten Brustkorb und lange, tief angesetzte Hängeohren (Behänge). Die großen Augen sind entweder dunkel oder haselnussfarben. Seine Nase ist recht groß und passt farblich zur Fellfarbe. Die Schnauze ist eckig, die Kiefer kräftig und muskulös, und die Vorderbeine sind stark und gerade. Er besitzt zudem muskulöse Hinterbeine und eine Rute, die eine Linie mit dem Rücken bildet. Die Rute wird auf Rückenhöhe getragen. Früher wurde die Rute kupiert, was heute allenfalls noch bei ausgewiesenen Jagdhunden toleriert wird. Die Pfoten eines Cockerspaniels sind verhältnismäßig groß, stark mit langen dichten Haaren behaart, aber auch fest und haben kräftige Ballen.

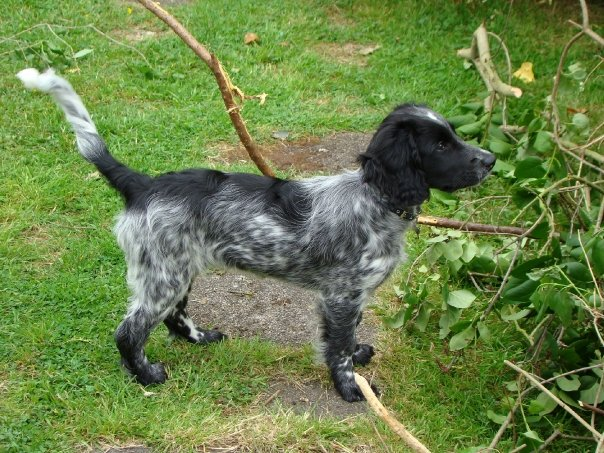
Blauschimmel-Cockerspaniel
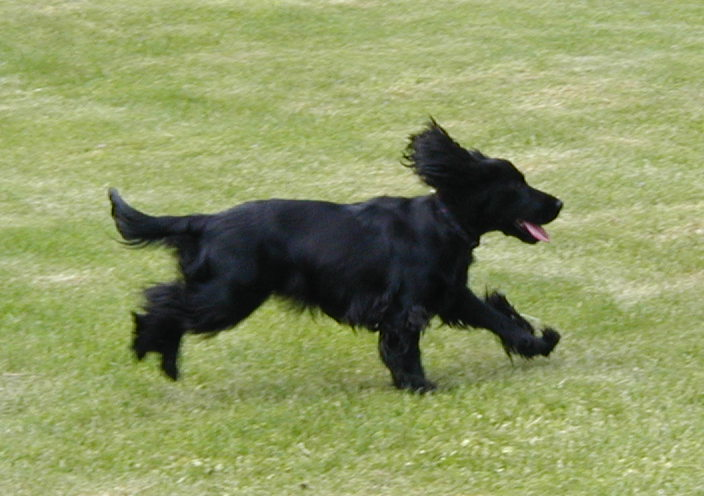
Schwarzer Cockerspaniel in Bewegung
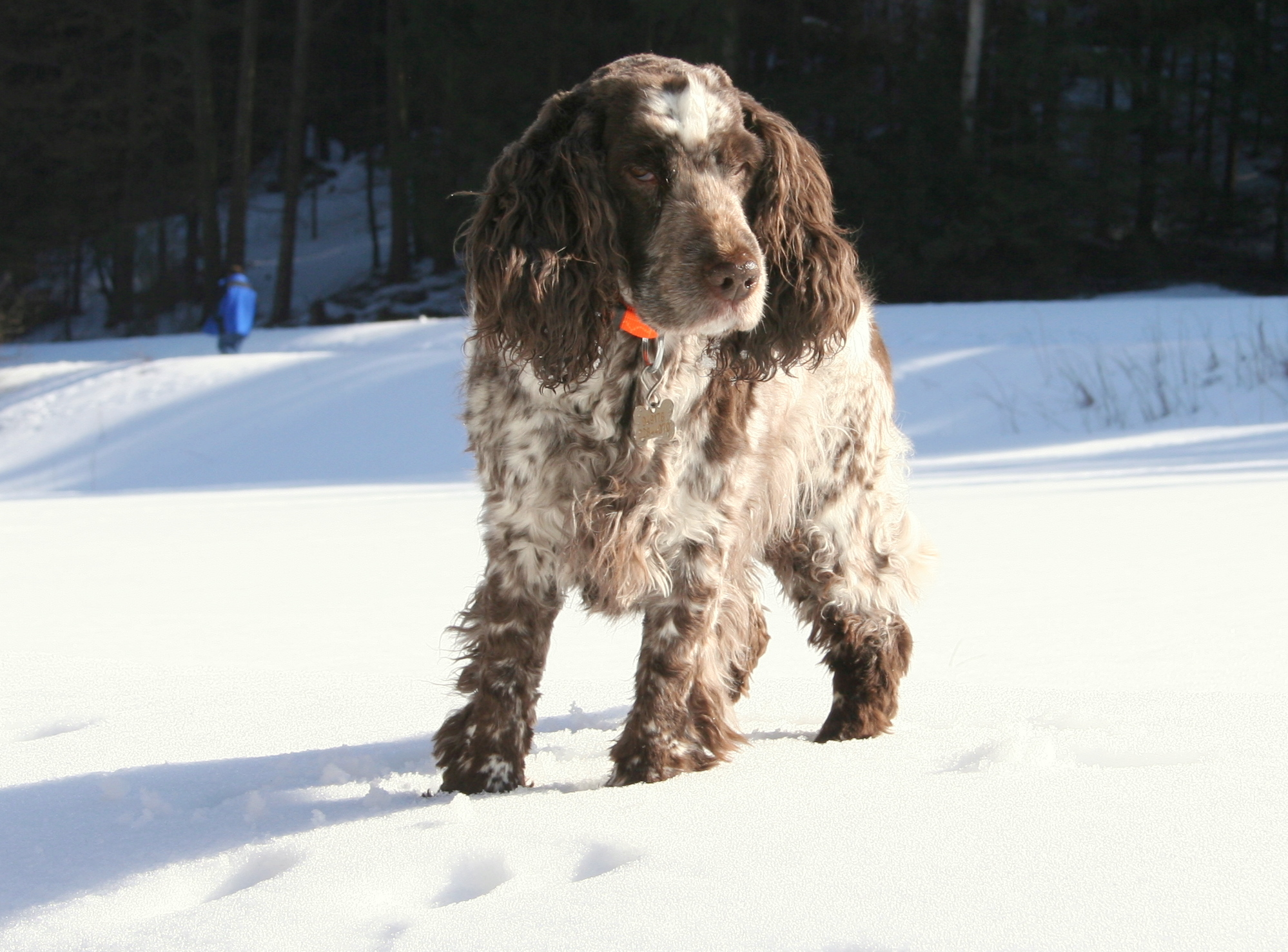
Hündin-Braunschimmel
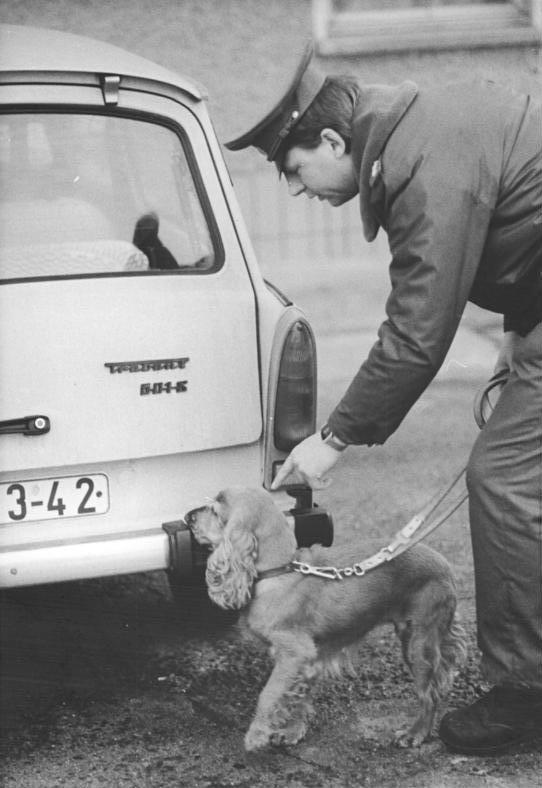
Cockerspaniel als Rauschgift-Spürhund der DDR-Behörden nach der Öffnung der Berliner Mauer am Grenzübergang Heinrich-Heine-Straße (28. November 1989)

## Verwendung
Der Cockerspaniel eignet sich als Jagd-, Spür-, Apportier- und Familienhund. Ursprünglich wurde er in Großbritannien zur Jagd auf Waldschnepfen (engl. Woodcock) eingesetzt, worauf sich sein Name zurückführen lässt. Als Stöberhund zum Aufspüren von Geflügel und Niederwild gehört die Bellfreudigkeit (Laut) bei jagdlicher Stimulation zu seinen rassespezifischen Eigenschaften. Innerhalb von Haus oder Wohnung verhält sich ein ausgelasteter Englischer Cockerspaniel jedoch sehr ruhig und unauffällig.

## Rassetypische Erkrankungen
Beim Englischen Cockerspaniel tritt das Kongenitale Vestibularsyndrom, eine Erbkrankheit des Innenohrs mit Gleichgewichtsstörungen bis zur Taubheit, gehäuft auf. Darüber hinaus neigen Cockerspaniels zu einer Lefzendermatitis.
Bei der Cockerwut (Idiopathische Aggression) handelt es sich um eine anfallsweise auftretende, grundlose Aggressivität, die vermutlich genetisch begründet und vererbbar ist. In ihrer Auswirkung ähnelt sie der Epilepsie. Nach einem Anfall erfolgt eine totale Erschöpfung. Rüden sind häufiger betroffen als Hündinnen. Ein Zusammenhang mit der Fellfarbe „golden“ (rot) wird ebenfalls diskutiert. Eine Studie, die auf einer Halterbefragung basiert, kam zu dem Schluss, dass möglicherweise Cockerspaniels mit weißen Flecken weniger aggressiv sind als einfarbige und, dass von den einfarbigen Cockerspaniels die „goldenen“ (roten) am aggressivsten sind. In einer anderen Forschungsarbeit wird aufgrund der Ergebnisse vermutet, dass die Cockerwut kein von der normalen Aggressivität unabhängiges Phänomen sei.

## Pflege
Um die klassische Form des Hundes zu zeigen, ist Trimmen erforderlich. Hierzu werden überschüssige Haare auf dem Rücken, unter den Ohren und unter dem Bauch verkürzt.